# Чеський Кубок пойштовни 2001
Чеський Кубок пойштовни 2001 — міжнародний хокейний турнір у Чехії в рамках Єврохокейтуру, проходив 6—9 вересня 2001 року у Зліні.

## Результати та таблиця
| 1. | Фінляндія | *** | 2:1      | 4:2      | 3:0      | 3 | 3 | 0 | 0 | 0 | 9:3  | 9 |
| 2. | Росія     | 1:2 | ***      | 4:3 бул. | 5:4 бул. | 3 | 0 | 2 | 0 | 1 | 10:9 | 4 |
| 3. | Швеція    | 2:4 | 3:4 бул. | ***      | 3:1      | 3 | 1 | 0 | 1 | 1 | 8:9  | 4 |
| 4. | Чехія     | 0:3 | 4:5 бул. | 1:3      | ***      | 3 | 0 | 0 | 1 | 2 | 5:11 | 1 |

М — підсумкове місце, І — матчі, В — перемоги, ВО — перемога по булітах (овертаймі), ПО — поразка по булітах (овертаймі), П — поразки, Ш — закинуті та пропущені шайби, О — очки

## Найкращі гравці турніру
| Воротар  | Максим Соколов |
| Захисник | Томаш Каберле  |
| Нападник | Міка Алатало   |

## Команда усіх зірок
| Воротар  | Фредрік Норрена     |
| Захисник | Том Койвісто        |
| Захисник | Томаш Каберле       |
| Нападник | Даніель Альфредссон |
| Нападник | Петрі Пакаслахті    |
| Нападник | Дмитро Затонський   |